# Robert Koch
 For alternative betydninger, se Robert Koch (flertydig). (Se også artikler, som begynder med Robert Koch)
Heinrich Hermann Robert Koch (født 11. december 1843, død 27. maj 1910) var en tysk læge og bakteriolog.
Han er især kendt for opdagelsen af den bakterielle årsag til miltbrand (Bacillus anthracis, 1877), tuberkulose (Mycobacterium tuberculosis, 1882) og kolera (Vibrio cholera, 1883).
I 1905 modtog han nobelprisen i medicin.
Han grundlagde Das Königlich Preußische Institut für Infektionskrankheiten , som senere blev omdøbt til Robert Koch-instituttet.